# Maria Eugênia Villarta
Maria Eugênia Simi Villarta Cardoso, besser bekannt als Maria Eugênia Villarta (* 25. Januar 1958 in Taubaté, São Paulo, Brasilien) ist eine brasilianische Geschäftsfrau, Künstlerin und ehemaliges brasilianisches Model.

## Karriere

### Mode
Maria Eugênia begann ihre Karriere 1977 im Alter von 18 Jahren, als sie aus eigenem Antrieb eine Agentur aufsuchte. Nach ein paar Fotos, einem Buch und einigen Kontakten wurde sie bald von Editora Abril für ihren ersten Job, das Cover von Claudia im Januar 1978, berufen.
Obwohl sie nicht groß ist (1,63 Meter), war sie sofort erfolgreich, wie es hieß, dank ihrer ungewöhnlichen Schönheit, zusammen mit einem aus jedem Blickwinkel harmonischen Gesicht, gepaart mit großer Fotogenität. Sie erschien auf Covern und in Leitartikeln mehrerer Magazine, zum Beispiel Nova, Manequim und Vogue und erhielt wichtige Aufträge als Exklusivmodell für Marcelo Beauty und für L’Oréal. Ihre Karriere als Model führte sie auch ins Ausland; sie lebte monatelang in New York, USA.
Sie gilt als das Model, das bisher auf den meisten Zeitschriftencovern (ca. 300) in Brasilien erschienen ist. 250 dieser Fotos wurden 1994 von Taubaté Shopping in der Ausstellung As mil e um faces de Maria Eugênia (Die Tausend und Ein Gesichter von Maria Eugênia) ausgestellt – darunter Fotos von der Eröffnung der Seifenoper Champagne, im TV Globo, verschiedene Plakate, Kataloge, Anzeigen in Zeitschriften, Leitartikel und Werbetafeln für Make-up-Kampagnen. Für die Marken Marcelo Beauty und L’Oréal ist sie exklusiv tätig.
Im Jahr 1980 hatte sie einen kleinen Auftritt in der Seifenoper Água Viva von Gilberto Braga, in der sie die Figur Cristina spielte. Von Hans Donner gerufen, nahm sie an der Eröffnung der Acht-Uhr-Seifenoper Champagne im TV Globo teil, die zwischen dem 24. Oktober 1983 und dem 4. Mai 1984 gezeigt wurde. Dies brachte ihr große nationale Anerkennung ein.

### Bildende Kunst
1992 wechselte Maria Eugênia zur bildenden Kunst und eröffnete ein Malatelier in São Paulo.
Sie schloss 1978 ihr Studium an der Panamerikanischen Schule für Kunst und Design in São Paulo und 1990 an der Fundação Armando Álvares Penteado ab und stellte zwischen 1992 und 2002 in mehreren nationalen Kunstausstellungshallen in Städten wie São Paulo, Rio de Janeiro und São Bernardo do Campo aus. Im Jahr 2004 stellte die Künstlerin auf Einladung in Santarém, Portugal, aus.

## Persönliches Leben
Im Jahr 2004 wurde ihr als taubatische Persönlichkeit für ihren künstlerischen Beitrag zur lokalen und brasilianischen Kultur die höchste Auszeichnung der Stadt, die Jacques-Félix-Belobigung, verliehen. Am 26. September 2022 erhielt sie vom Stadtrat von São Paulo den Titel „Cidadã Paulistana“ für ihre Verdienste um die Stadt.
Villarta ist seit 1976 mit dem Ingenieur Jomar Cardoso verheiratet, mit dem sie 1978 nach São Paulo zog und fünf Kinder hat.

## Anmerkung
1. ↑  Künstlerisch ist sie nur als Maria Eugênia (Mode) oder Villarta (Bildende Kunst) bekannt.